# Zetor 25K
Uzasadnienie: artykuł poświęcony jednej wersji

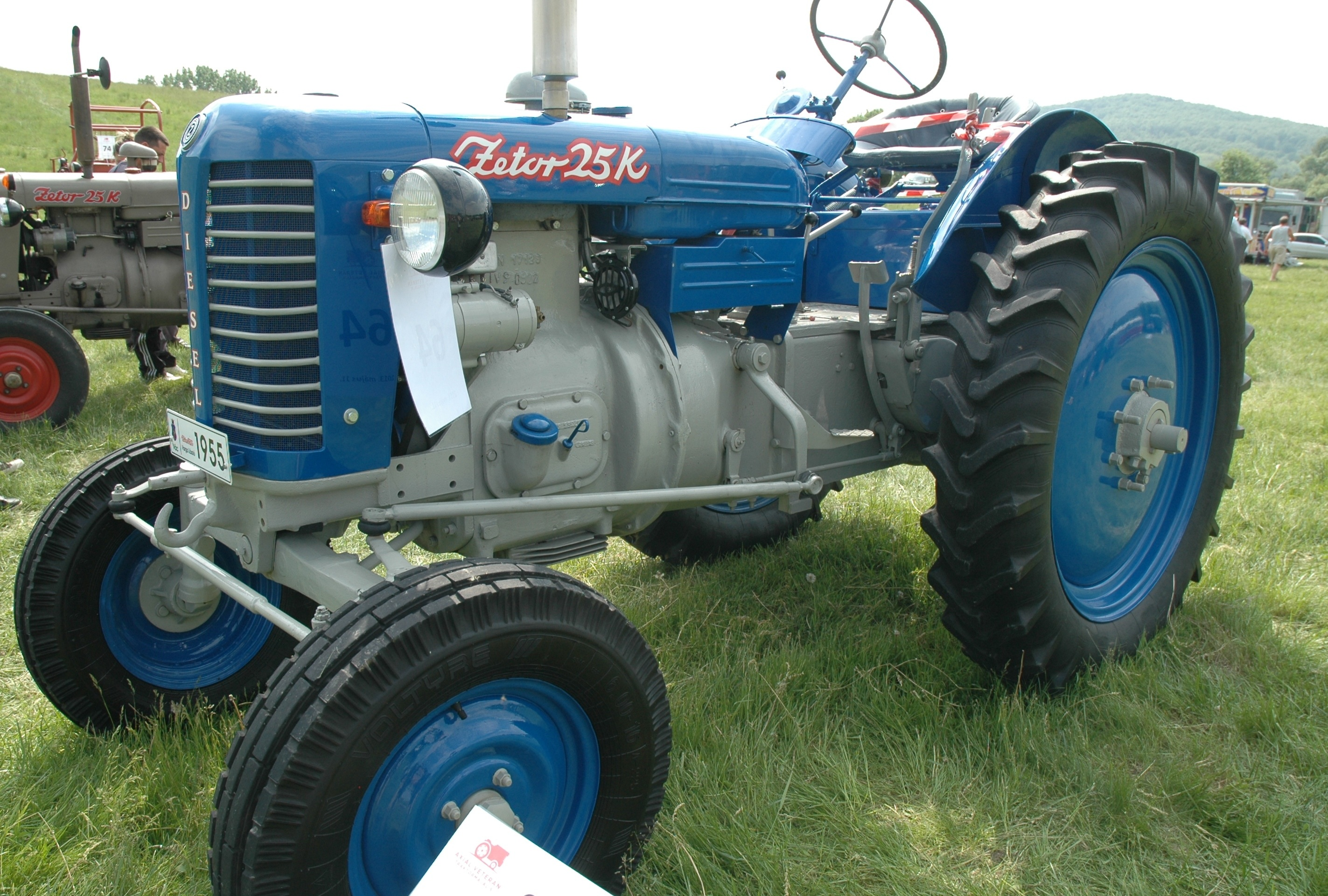
Zetor 25K

Zetor 25K – ciągnik rolniczy marki Zetor produkowany w latach 1949–1961 w fabryce Zbrojovka Brno jako unowocześnienie ciągnika Zetor 25 (równolegle z ciągnikiem Zetor 25A). Popularnie nazywano go "bocianem", nazwa ta wzięła się z jego wysokich i wąskich kół. Wyprodukowano około 55 000 sztuk ciągnika, z czego 60% eksportowano. W traktorze montowano dwa typy tylnych błotników: zaokrąglone i kanciaste (trapezowe). Oznaczenie "K" w traktorze pochodzi z czeskiego słowa "kultivaćni", co znaczy uprawowy.
Przodujący traktorzyści z PGR Opole przepracowali na traktorze Zetor 25K 7718 godzin bez kapitalnego remontu, a w PGR Połczyn–Zdrój 7517 godzin.

## Przeznaczenie
Zetor 25K jest przeznaczony do upraw międzyrzędowych (ziemniaków, buraków) oraz pogłównych, a także do oprysków i nawożenia zbóż.
Konstruowano także narzędzia specjalistyczne do współpracy z ciągnikiem np. rozrzutniki obornika RT-203, ładowacze chwytakowe NUJN - 100 i Troll lub pługi dwuskibowe.

## Dane techniczne
Ważniejsze dane techniczne:
- waga – 2040 kg
- moc silnika – 24 KM
- pojemność skokowa silnika – 2080 cm³
- typ pompy wtryskowej – BOSCH
- typ rozrusznika – PAL R7
- średnica koła pasowego prądnicy – 105 mm
- typ prądnic – PAL DGD 28 lub PAL DGD 40
- sprzęgło – jednostopniowe
- odległość między łożyskiem a dźwigienkami sprzęgieł – 3 mm
- średnica tarczy sprzęgłowej – 280 mm
- średnica okładziny tarczy sprzęgłowej – 280 mm
- średnica tarczy dociskowej – 284 mm
- liczba akumulatorów – 1
- pojemność akumulatora – 150 Ah
- wskaźniki tablicy – PAL
- olej w skrzyni biegów – lux 10
- rozmiar opon
  - przednie – 5.50 x 16
  - tylne – 9.00 x 36